# 珠帘寨
《珠帘寨》，或称《竹帘寨》，是京剧传统剧目，取材于杂剧《紫泥宣》和《殘唐五代史演義》。

## 剧情
唐朝末年，山东生员黄巢考中状元，皇帝唐僖宗以貌取人，将主考官问斩，革去黄巢功名，黄巢怒而起义，唐僖宗逃至美良川，派程敬思携金银珠宝到沙陀李克用处搬兵。程敬思路遇山贼，金银珠宝被抢，焦急之下竟在林中自缢，幸被行围狩猎的大太保李嗣源（唐明宗）所救，夺回财宝，共赴沙陀。李克用记恨曾因失手打死国舅段文楚而受谪贬，不肯发兵。程敬思与大太保李嗣源商议，知道李克用懼內，遂去求李的两位夫人刘银屏、曹玉娥（貞簡皇后）。二位夫人挂帅，传令发兵，反将李克用点为前战先行官，又故意提早点卯，使李克用误卯，当场几欲正法，以羞抑之。经众人求情，曹玉娥让李克用把守后军，命大太保李嗣源为先行官。兵行至珠帘寨，遇到周德威挡路，李嗣源战不过周德威，曹玉娥激李克用出战，李克用与其比试，不分胜负，又比试箭法，李箭射双雕，周心服归降，成为李克用的第十二太保。

## 编排
传统京剧有《沙陀国》一剧，只演搬兵一折，李克用由花脸应工，前三鼎甲之一的余三勝曾以老生扮演此角。譚鑫培将《沙陀国》扩充至全部《珠帘寨》，将李克用改为老生，余叔岩、马连良等名家也擅长此戏。该剧情节跌宕起伏，特别是“昔日有个三大贤”、“数太保”等唱段脍炙人口，“点将”一折中李克用的一段西皮摇板唱出了民国初年的“男女平等”思想，将李的惧内形象刻画得活灵活现，颇有喜剧色彩。李克用一角前半部分重唱功，后半部分重靠把，难度颇高。

## 轶事
1983年第12期《戏剧报》发表了题为《京剧〈珠帘寨〉是一出坏戏》的文章。作者刘英华认为，该剧将代表沾满人民群众鲜血的地主阶级反动势力的李克用、程敬思作为正面形象，而把未出场的黄巢农民起义军歪曲为犯上作乱的“盗贼”，属于旧戏曲中的糟粕，不符合中共“百花齐放、百家争鸣”的方针。刘英华还引用了著名剧作家田汉的观点，认为田汉也早就为该剧做出了否定的评价。因此，作者认为，《珠帘寨》是一处危害人民群众心灵的“坏戏”，广大京剧院团将这出多年未见于舞台的“坏戏”作为“拿手戏”来演出，与邓小平《在中国文学艺术工作者第四次代表大会上的祝辞》的精神相背离。这篇略带清除精神污染运动背景和阶级斗争色彩的文章并未造成很大影响，《珠帘寨》仍然受到观众欢迎，是老生演员展现个人业务水平的常演剧目。